# Doriopsilla pelseneeri
Doriopsilla pelseneeri är en snäckart som beskrevs av Oliviera 1895. Doriopsilla pelseneeri ingår i släktet Doriopsilla och familjen Dendrodorididae. Inga underarter finns listade i Catalogue of Life.